# Casopis Spolecnosti Vlasteneckého Museum
Časopis Společnosti Vlasteneckého Museum (abreviado Čas. Společn. Vlasten. Mus. w Čechách) fue una revista con ilustraciones y descripciones botánicas que fue editada en Praga. Se publicaron los números 1-4, en los años 1827-1830. Fue reemplazada por Časopis Národního musea. 